# いごっそう
いごっそう（異骨相）とは、「快男児」「進歩主義」「頑固で気骨のある男」などを意味する土佐弁。ならびに高知県男性の県民性。

## 概略
津軽じょっぱり、肥後もっこすと共に、日本三大頑固のひとつに数えられている。肥後もっこすがやや否定的な意味合いを持つのに対し、いごっそうは、そのように称される本人が威勢を張ることのできる呼称とされる。但し高知市内では想像以上に侮蔑的でネガティブなニュアンスで使われる事が多いため使用には注意を要する。

## 特徴
弱者に対して優しく、行動は大胆不敵にして豪快で、己の主義信念を貫くためには時として、自己より優位の権力を持つ者とも係争する反骨精神を有する一方で、気乗りしないことは行動に移さない。
周囲の意見に傾聴せず独断専行し、自説が間違っているとされても考えを改めず議論のための機会を探るといった、議論のための議論を好む傾向にある。自分が考えるように他人が考えたり行動しないと気が済まず、目上の者への気配り、配慮に欠けるという。些末なことは気にせず物事を大きく捉えるため、人間の度量が大きく常識に囚われることもない反面、自分を実際よりもよく見せようとする傾向があると考えられている。
物事を曖昧なままにしておくことを嫌い、白黒をはっきりさせたがる傾向にあり、祖父江孝男著『県民性 - 文化人類学的考察』には、その性質は明治維新における過激な尊皇攘夷運動などにつながったといった指摘がある。

## 由来・語源
由来は、土佐が四国山脈により長い間他の国との往来が隔絶されてきたことにより主体的な気質が形成されたとする説、面積の8割が山地で海岸線が長い上に台風や洪水の被害に遭いやすい要素が重なり、それら厳しい自然・天変地異に抗する生き方により頑固で一本気な気質が形成されたとする説、黒潮の荒波に出漁し、鯨や鰹など自分より勇猛な相手に進んで挑む生活環境にあったため豪快な気質が形成されたとする説がある。漢字表記は「異骨相」である。
語源については、「意固地（いこじ）」や「依怙地（えこじ）」が発祥とする説や、江戸時代の土佐藩領主となった山内一豊の旧領知である遠州掛川（現在の静岡県掛川市）にある「いっこく」という言葉が混じったとする説もある。

## 代表的人物
- 板垣退助
- 坂本龍馬[2]
- 乾正聰
- 乾信武
- 幸徳秋水
- ジョン万次郎
- 中岡慎太郎
- 植木枝盛

## 関連作品
- テレビドラマ『いごっそう段六』NHK総合、1976年